# Epictia australis
Espèce
Statut de conservation UICN

 LC  : Préoccupation mineure
Synonymes
- Leptotyphlops australis Freiberg & Orejas-Miranda, 1968

Epictia australis est une espèce de serpents de la famille des Leptotyphlopidae.

## Répartition
Cette espèce se rencontre en Argentine dans les provinces du Río Negro, de Mendoza, de La Pampa et de Córdoba et au Brésil dans l'État du Rio Grande do Sul.

## Publication originale
- Freiberg & Orejas-Miranda, 1968 : Un nuevo Leptotyphlopidae de la Republica Argentina (Reptilia, Ophidia). Physis Buenos Aires, vol. 28, p. 145-147.